# 2022년 선거 목록
2022년 선거 목록은 2022년에 치러졌거나, 치러질 예정인 선거에 대한 목록이다.
- 1월
  - 19일: 2022년 바베이도스 총선거(영어판)
  - 24일: 2022년 이탈리아 대통령 선거(영어판)
  - 30일: 2022년 포르투갈 총선거(영어판)

- 3월
  - 9일: 대한민국 제20대 대통령 선거, 대한민국 2022년 재보궐 선거(3월)
  - 19일: 동티모르 대통령 1차 선거

- 4월
  - 10일: 프랑스 대통령 1차 선거
  - 19일: 동티모르 대통령 결선 투표
  - 24일: 프랑스 대통령 결선 투표

- 5월
  - 9일: 필리핀 대통령 선거
  - 15일: 2022년 소말리아 대통령 선거(영어판)
  - 21일: 2022년 오스트레일리아 의회 선거

- 6월
  - 1일: 대한민국 제8회 전국동시지방선거, 대한민국 2022년 재보궐 선거
  - 12일: 2022년 프랑스 총선

- 7월: 제26회 일본 참의원 의원 통상선거

- 11월
  - 8일: 2022년 미국 중간선거